# Lækhus
Lækhus (også Lækhuus, på tysk Leckhuus) var en fæstning beliggende syd for Lækåen ved byen Læk i Kær Herred. Byen og den forsvundne borg ligger nu syd for den dansk-tyske grænse i Sydslesvig.
Arkæologiske fund daterer fæstningen til 1000-tallet. Den fungerede som dansk grænsefæstning mod nordfrisere. Derudover tjente anlægget som sæde for en kongelig foged, som havde til opgave at overvåge studehandelen på hærvejens vestlige gren, der forløb fra Ribe og Tønder via Læk og Husum til Wedel nær Hamborg. I 1100-tallet skal grundlæggeren af byen Flensborg, ridder Fleno, have boet på Lækhus. Endnu i 1578 krævede Sonke Petersen ifølge amtsregistret 12 mark fra Le Huus. Under udgravninger i 1975 fandt arkæologerne en række munkesten og flere velbevarede pælerester ved Lækåen, som henviser til at fæstningen har ligget tæt på byens tidligere havn (Læk var i middelalderen via Læk Å forbundet med Vesterhavet). På stedet findes nu en mindesten om den forhenværende fæstning.